# Estadio San Mamés
Estadio San Mamés är en fotbollsarena i Bilbao, Baskien, Spanien. Arenan invigdes den 16 september 2013 och ersatte den numera rivna arenan med samma namn, Estadio San Mamés. Den gamla arenan byggdes 1913 och revs i juni 2013. Bygget av den nya arenan påbörjades den 26 maj 2010.